# Present van Friesland
De Present van Friesland is een appelras dat gezaaid is door H.E. Westra te Hardegarijp in 1920. Het zaad is afkomstig van de Present van Engeland, waar hij veel overeenkomsten mee heeft. 

## Eigenschappen
- Vrucht: Groot, enigszins onregelmatig van vorm, meer hoog dan breed.
- Kleur: Groengeel, bij rijpheid goudgeel met aan de zonzijde karmijnrode strepen
- Kelk: Middelmatig diep, kleine kelk
- Steel: Normaal, vrij diep ingeplant.
- Vruchtvlees: Geelachtig, zachtzuur, aromatisch en ietwat droog
- Klokhuis: Matig groot, goed bezet met zaden.
- Oogsttijd: Half september - november.
- Bewaartijd: Na januari verliest de vrucht zijn smaak